# Gustavo Rodolfo Mendoza Hernández
Gustavo Rodolfo Mendoza Hernández (ur. 19 października 1934 w mieście Gwatemala) – gwatemalski duchowny rzymskokatolicki, w latach 2004-2016 biskup pomocniczy Santiago de Guatemala.

## Życiorys
Święcenia kapłańskie przyjął 21 września 1958 i został inkardynowany do archidiecezji Santiago de Guatemala. Przez ponad trzydzieści lat pracował w stołecznej parafii Wniebowzięcia NMP, był także m.in. kanclerzem kurii oraz prowikariuszem generalnym archidiecezji.
9 lipca 2004 został prekonizowany biskupem pomocniczym Santiago de Guatemala ze stolicą tytularną Selemselae. Sakrę biskupią otrzymał 25 września 2004. 11 listopada 2016 przeszedł na emeryturę.